# Герб Баштанського району
Герб Башта́нського райо́ну — офіційний символ Баштанського району Миколаївської області, затверджений рішенням Баштанської районної ради.

## Опис
Геральдичний щит має форму чотирикутника з півколом в основі. На гербі району знайшли своє відображення срібний скіфський курган та схід сонця, які символізують зв'язок далекого історичного минулого території з теперішнім та майбутнім. Срібний степовий орел, представник місцевої фауни — символ волелюбного населення території та золоте пшеничне поле, основний напрям сільськогосподарського виробництва, достатку та добробуту.